# Ferences templom és kolostor (Kolozsvár)
A kolozsvári ferences templom és kolostor a város legrégebbi részén, az Óvárban, a Karolina téren (románul Piața Muzeului) álló műemlékegyüttes. A romániai műemlékek jegyzékében a CJ-II-a-A-07305 sorszámon szerepel.
A templom hivatalosan a Havas Boldogasszony temploma, a népnyelv azonban csak „barátok templomaként” emlegeti.

## Története

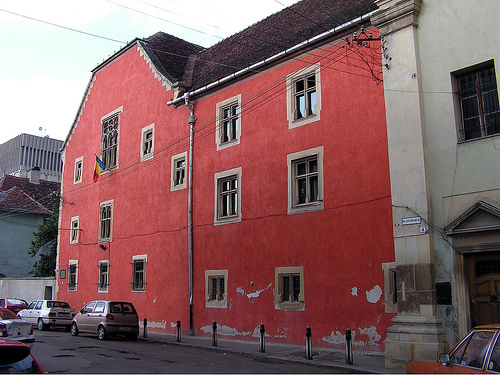
A kolostor épülete

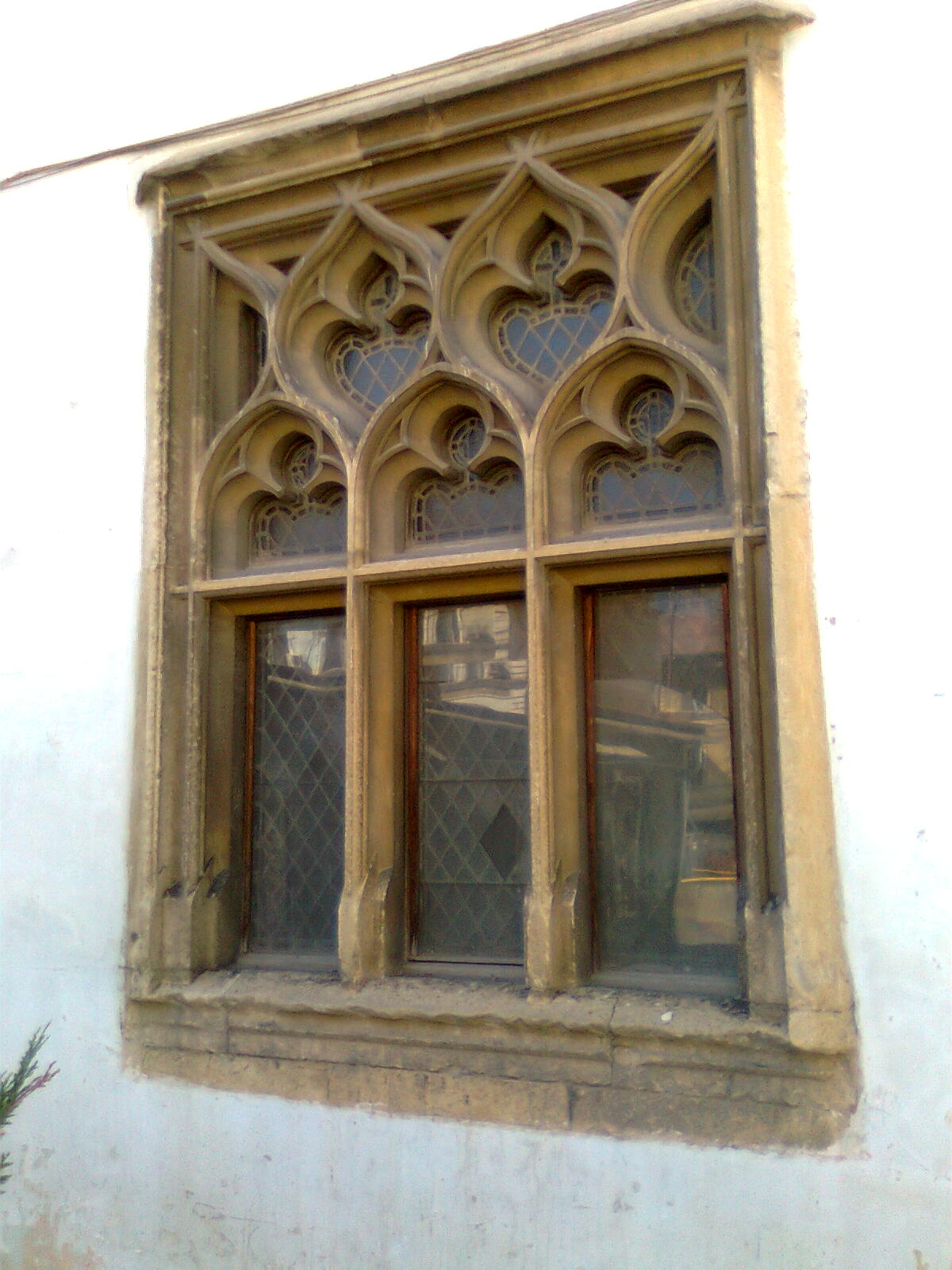
Ablak a kolostor udvar felőli falán

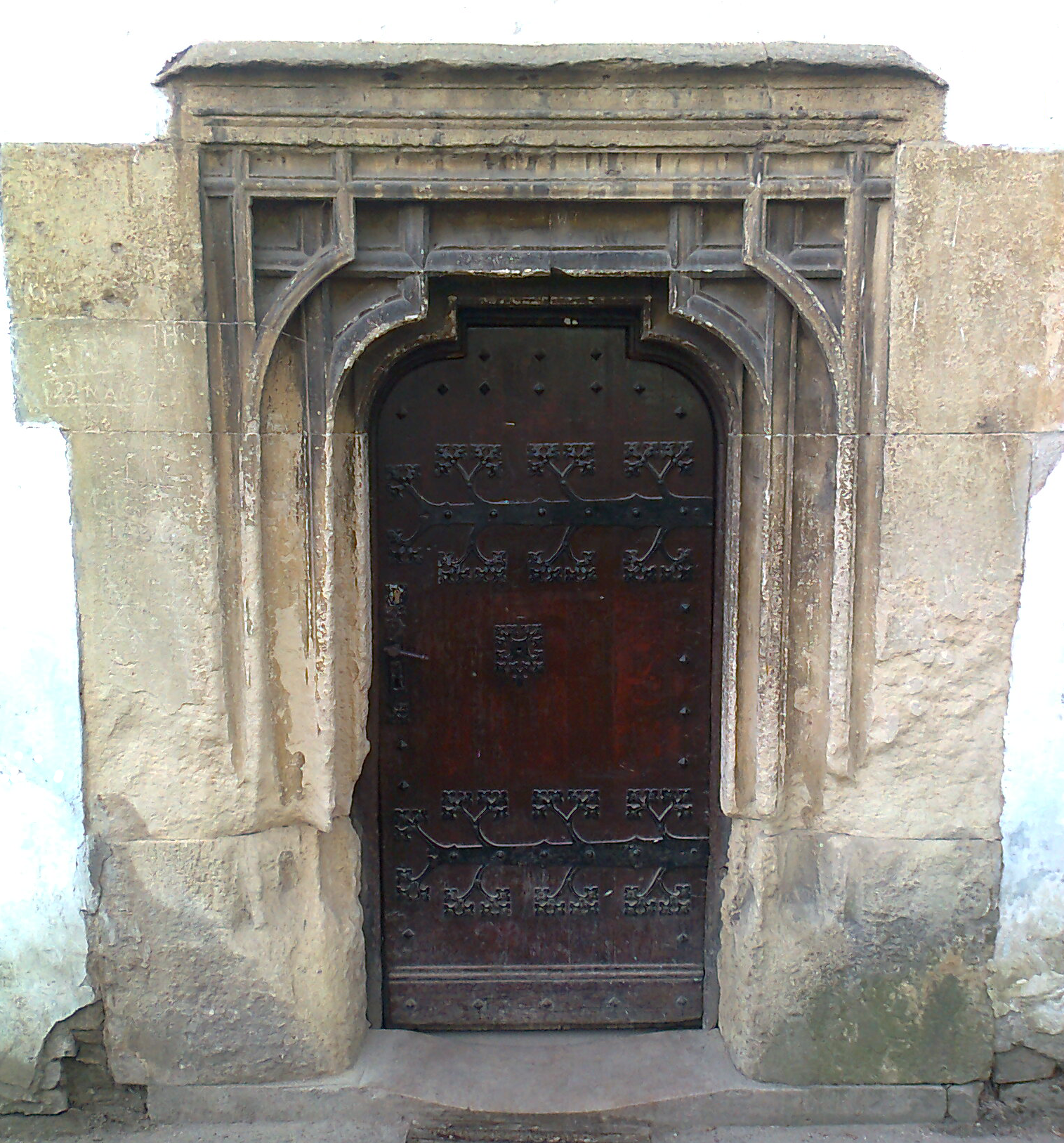
Bejárati ajtó

Benkő József korában úgy tartották, hogy ezen a helyen pogány szentély állt. A 11. század végén, illetve a 12. század elején itt épült a város első temploma – egyes feltételezések szerint a római Napoca pogány szentélyének romjaira. A legrégibb, erre utaló irat 1199-ben kelt, és ebben IV. Ince pápa a maga és Szent Péter különös pártfogásába fogadja Henrich Clusi esperest és annak minden világi és egyházi javait.
Ez a templom a tatárjárásban elpusztult. Utána a középkori városközpont hitéletének központjaként 1260-ban egy román stílusú templomot emeltek a helyén, mellette fából készült zárdaépülettel. Eleinte plébániatemplom volt, majd 1420 táján Domonkos-rendi szerzeteseket telepítettek ide. A 15. század közepén a templom és a kolostor szűknek bizonyult, ezért újabb – ezúttal gótikus – építkezés kezdődött, aminek támogatására Hunyadi János évente 50 aranyforint értékű kősót rendelt; az adományt Hunyadi Mátyás, II. Ulászló és II. Lajos is megújította. A bővítést 1521-ben fejezték be, a munka nagyobbik részét maguk a szerzetesek végezték. Közben a 15. század végén Dengelegi Pongrác János vajda özvegye kápolnát építtetett Szent Antal tiszteletére. Az így felépült egyhajós, bordás boltozatú, támpilléres gótikus templom hasonló lehetett a Farkas utcaihoz, ami 1556 előtt volt a ferencesek temploma.
Amikor Petrovics Péter 1556-ban lerohanta Erdélyt, a város lakosai március 15-én elűzték a szerzeteseket – ferenceseket és domonikánusokat egyaránt. A város reformátussá lett, és az év őszétől majdnem egy évig Izabella királyné lakott az északi szárnyon. A Szent Antal-kápolnát elbontották, és helyébe a városi tanács határozata alapján nyilvános árnyékszéket építettek. Az 1557-es országgyűlés úgy döntött, hogy az épületben iskolát rendezzenek be; az 1568 és 1693 között az Erdélyi Unitárius Egyházé volt.
A templomot a 17. század elején Báthory Gábor a reformátusoknak adta. A zárda ebédlőtermét az iskola is használta különböző ünnepélyekhez, a diákok több alkalommal színielőadásokat is tartottak itt.
Az ellenreformáció egyik lépéseként 1693-ban I. Lipót császár a templomot és a kolostort a jezsuitáknak adta, akik kollégiumként használták. A jezsuiták 1724-re építették fel új templomukat és kollégiumukat: ekkor az óvári templomot és kolostort felhagyták, annak kulcsait a Katolikus Státusnak visszaadták. Ekkor az erdélyi ferencesek, akik hosszú száműzetés után szerettek volna visszatérni Kolozsvárra, bejelentették igényüket az épületre, és azt 1725-ben meg is kapták. A „roskatag” állapotú templom kulcsait 1725. június 13-án, Páduai Szent Antal ünnepén adta át Antalffi János püspök nevében Szabó Mihály, Kolozsvár akkori kanonok-plébánosa a rendtartomány megbízottjának, Antalffi Istvánnak, a visszatérő ferencesek első házfőnökének.
Az 1697-es tűzvészben a templom súlyosan károsodott; 1727-ben a mennyezete is beomlott. 1728-ban Antalffi István rendházfőnök a gubernium támogatását kérte az épület felújításához. A ferencesek barokk stílusban építtették újjá a templomot (1728–1745). A főhajó déli oldalán elhelyezett Szent Kereszt-kápolna felújításának anyagi terhét Kornis Zsigmond főkormányzó, a Ferenc Rend Főszindikusa és a Katolikus Státus elnöke vállalta, és egy 16. századi reneszánsz keresztet is a templomnak ajándékozott szentbenedeki kastélyából. Mellette tekintélyes anyagi segítséget nyújtott gróf Kornis Antal és Apor István; a többi adakozó neve ismeretlen. Az átalakítás jelentősen megváltoztatta a templom alakját. Az egykori csúcsíves belsőnek csak alig felfedezhető nyomai maradtak meg (sekrestye, belső sekrestye vagy más néven Mátyás-terem, befalazott ablakok, oldalbejárat a folyosóról stb.). Az átépítés tervezője máig ismeretlen; lehet, hogy a rend egyik szerzetese volt. Erre utal legalábbis az 1726 és 1730 között újonnan épített dési ferences templom és a felújított kolozsvári templom rendkívüli építészeti hasonlósága. A dési templom tervezőjeként a háztörténet 1726-ban Dimjén Gábor házfőnököt említette meg.
A belső részek felújítása után emelték az épület elé a háromszintes, 52,25 m magas, 4,5 m × 4,5 m alapterületű, hagymakupolás tornyot. Ezt a munkát nagyobb adományokkal Andrási Péter, Csáki Imre, Jósika László és Kornis Antal támogatta. A kőművesmunkát 1740-ben kezdték el a torony mellett kétoldalt emelt homlokzati párkányokkal, és 1743-ban fejezték be. A toronyra 1744-ben tették fel a keresztet, de az 1779 júniusában lezuhant, és széttört. Az új nagy keresztet 1780-ban tették rakták a helyére – ez vasból készült és nagy rézgömbbel látták el. Az 1898-ban, amikor a tornyot javították, ehelyett egy új, 2,8 m-es, vasból készült keresztet tettek fel.
A kívül-belül megújított templomot 1745. július havában Erdély akkori püspöke, Klobusiczky Ferenc szentelte föl, az oltárokkal és az újonnan épült loretói kápolnával együtt.
A templom első főoltárát a ferencesek a jezsuitáktól örökölték, de ezt az 1760-as években a medgyesi ferences templomba szállították át. Helyébe 1763 és 1770 között fából építettek újat; az az oltár ma is a helyén áll, de 1910 után kőtalapzattal és a csiszolt márvány asztallal egészítették ki. A faoltár építtetői közül:
- Kornis Zsigmond erdélyi kormányzó,
- Apor István,
- Tolnainé Tordai Klára,
- Kemenyné Bánffi Mária,
- Perényi Borbála,
- Keresztúriné Kún Erzsébet,
- Aporné Keresztúri Krisztina

adományozók nevét őrizték meg a feljegyzések.
Az oltárra Scheltz Ferenc sóbánya-felügyelő készíttetett tabernákulumot. Ugyancsak ő javíttatta ki a sekrestyét és faragtatott rá szép kőajtót – 1771-ben, amint a bevésett évszám ma is látható. A tabernákulumot 1902-ben rézből vert, búzakalásszal és szőlőgerezddel díszített új ajtóval látták el.
A kolostorban kapott helyet a ferences rend erdélyi levéltára és több ezer kötetes könyvtára. 1906 és 1948 között itt működött a Szent Bonaventura-nyomda.
1900-ban kezdték el Szent Antal tiszteletére a keddi búcsúkat – ez a gyakorlat mindmáig tart.
1900-ban a templom mennyezetét ferences tárgyú freskókkal díszítették. 1902-ben készült a templom külső utcai bejáratának ma is látható vasajtaja – Demjén Ágoston műlakatos munkája. 1912-ben a templom belsejét egészen felújították, egyebek közt öntött műkőre cserélték az addigi kockaköves padlóburkolatot. Ugyancsak 1912-ben a templom 18 ablakát művészi, festett üvegablakara cserélték – azonban ezek 1944. október 9-én a telefonpalota felrobbantásakor a tetőt fedő cserepekkel és a templomban lévő törékeny tárgyakkal egyetemben megsemmisültek.
A szerzetesrendeket egy 1949. július 29-i törvényerejű rendelet feloszlatta. Ezután a kolostor épületét államosították, és szeptemberben román és magyar tannyelvű művészeti szakközépiskolát helyeztek el benne. Az 1975-ben elkezdett restaurálás feltárta az épület egyes gótikus elemeit, így a templom kriptájában előkerültek az Árpád-kori, tatárjárás után emelt félköríves templom alapfalai.
2011 őszén a Zenelíceum kiköltözött az épületből.
Helyette a Református Montessori Iskola költözött az épületbe, amely 2012 szeptembere óta a Tálentum Református Iskola nevet viseli.

## Leírása

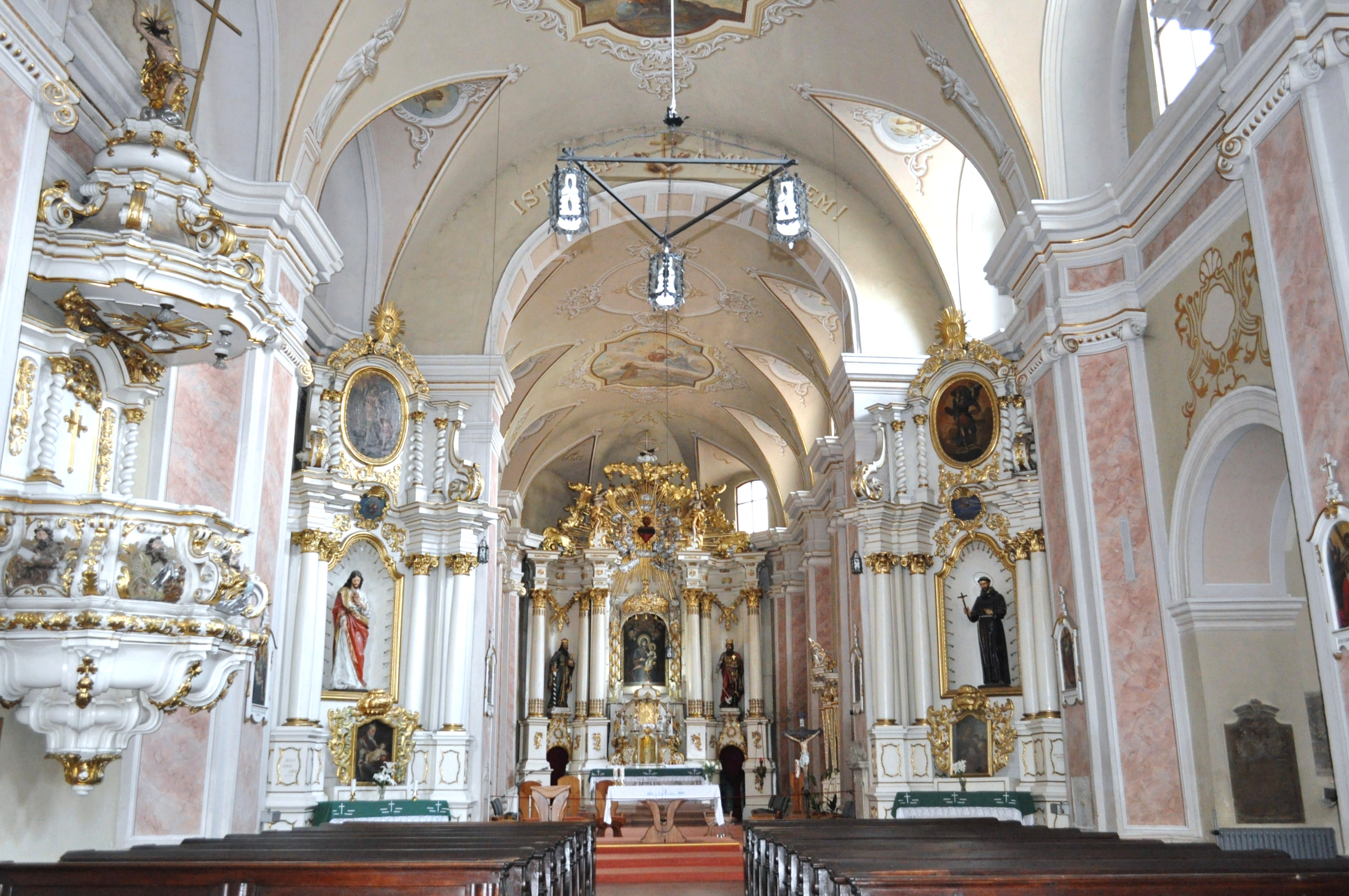
Belső tér

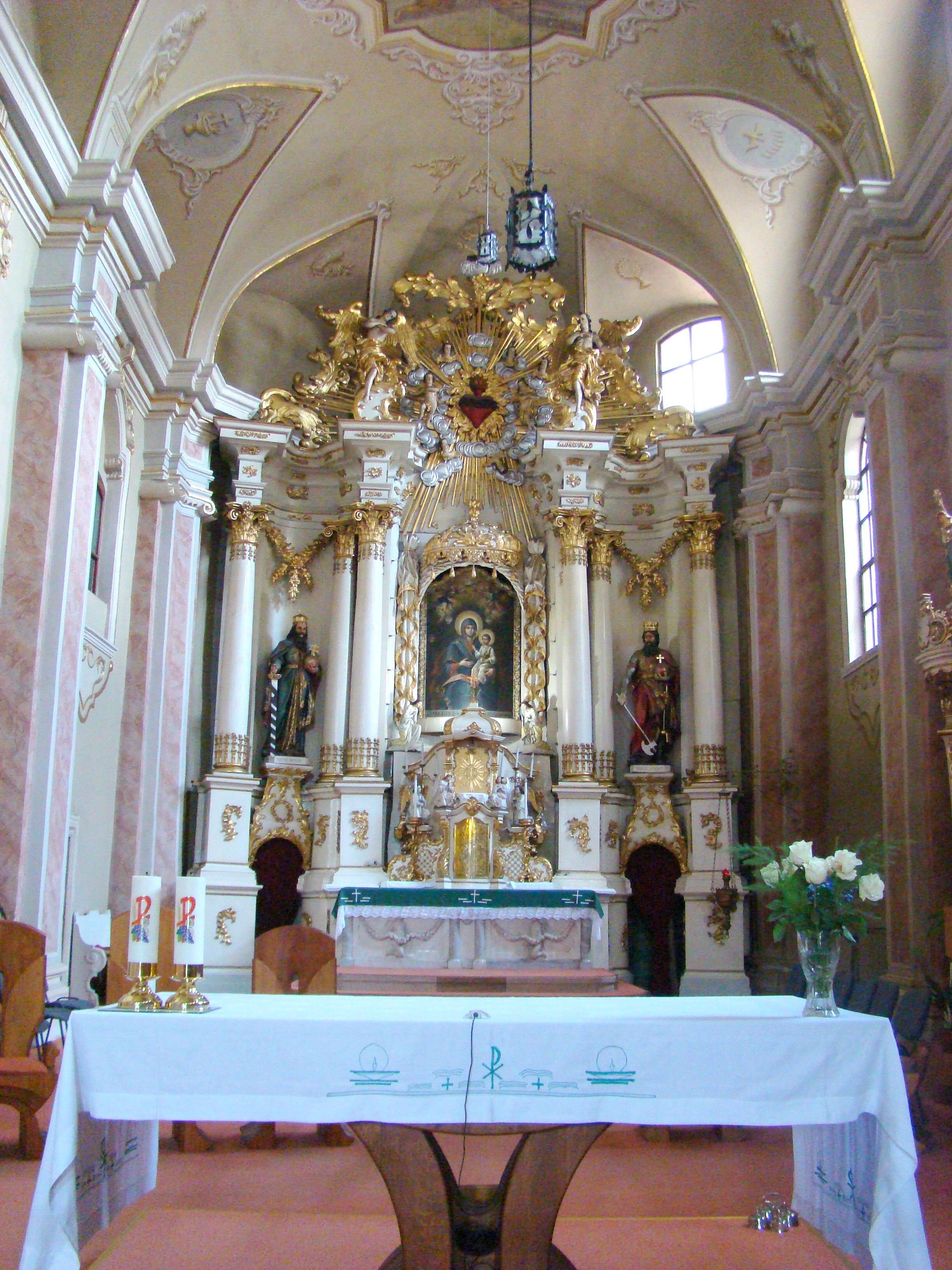
A templom oltára

A kolostor épülete két emeletes, gótikus stílusú, négyszögletű kerengős udvarral. A földszinten található refektórium boltozatát egyetlen oszlop tartja. Az ebédlő északi falán található egy csúcsíves felolvasó fülke.
A bejárat feletti toronyfülkében a ferences rend nagyasszonya, a szeplőtelenül fogant Szűz Mária barokk szobra áll, homlokzat két felső fülkéjében pedig Szent Ferenc, illetve Szent Antal szobra – mindhármat az erdélyi barokk szobrászat jeles képviselője, Johannes Nachtigall faragta. Ugyancsak az ő munkája a loretói kápolna homlokzati domborműve, amely Jézus szülőházának átszállítását jeleníti meg.
A torony 52,25 m magas, a szentély 19,50 m hosszú és 7,84 m széles és 12,70 magas, a hajó hossza bejárattal 37,63 m, bejárat nélkül 32,61 m. Szélessége az oszlopok között 10 m, beugrásokkal együtt 12,4 m, belső magassága 13,10 m. Gazdag díszítése egyértelműen barokk jellegű. A mennyezet freskói Adorján János kolozsvári festő munkái.
A főoltárt a templommal együtt a Havas Boldogasszony tiszteletére emelték. Nevét a római Santa Maria Maggiore-székesegyházról nyerte. A Havas Boldogasszony nagyon szép „írott képét” (festményét) Ettinger Mária szebeni lakos rendelte 1730-ban egy brassói mestertől, kifejezetten a kolozsvári ferences templom főoltárának. A kép alján ez a felirat olvasható: „Vera effigies S. Mariae Maioris ad Nives,” azaz „A Havas Boldogasszony valóságos képe” – maga a kép a Rómában lévő, ősrégi Mária-kép másolata (a hagyomány szerint az eredetit Lukács evangélista festette. A Havas Boldogasszonyon kívül a főoltárnak két további központi alakja van: egy Mária szíve szobor és a megfeszített Krisztus vászonra festett képe – ez ugyanis meglehetősen rendhagyó módon egy forgóoltár. A rögzített ráma mögött forgatható tengely van, és a három, egyformán képzett fülkéből mindig az alkalomnak leginkább megfelelőt forgatják az oltár közepébe:
- általában a szobrot,
- Mária nevesebb ünnepein a Mária-képet,
- a szenvedés időszakában a megfeszített Krisztust.

A szentély déli, középső szakaszán a falnak fektetve áll a falzisztórium, a vecsernyemondó tónus képbetétekkel. Az emelvény középső szakaszának felső részén a Szentháromság látható, ezzel párhuzamosan a jobb szakasz mezejében Szent József a kis Jézussal, a bal mezőben pedig Szent Anna a gyermek Máriával. A középső szakasz alsó mezejében egy pápa alakja a hármas kereszttel, felette a felirat: Ecce sacerdos magnus. A jobb alsó mezőben Szent Antal áll a kis Jézussal, baloldalt Keresztelő Szent János ismert zászlajával – ezeket Koncz Éva, Ferenczi András özvegye készítette.
A szentély északi oldalán a sekrestye folyosójára nyíló ajtó lapját a templom felől rézlemez borítja. Felületét szegecselt pántok osztják tizenkét egyenlő mezőre – az egyes mezőkben különféle, jórészt bibliai jeleneteket vertek ki.
A két első mellékoltárt a rendi hagyományoknak megfelelően szent Ferenc és Páduai szent Antal tiszteletére emelték. Szent Antal oltárát utóbb hátrébb vitték a szószék mellé, és helyére Jézus Szíve oltárát állították. E két oltár rokona a főoltárnak, hárman egységet alkotnak.
A Jézus Szíve-oltár (a korábbi Szent Ferenc oltár) építményét képbetéttel együtt emelte Csáki Zsigmond és neje, Haller Katalin, az oltár felirata szerint 1734-ben. 1900-ban az eredeti oltárképet Jézus Szívének ember nagyságú öntött és festett szobrára cserélték Mandy János vasúti főkalauz adományából. Az oltár felső részén körkeretben látható a Szent Őrangyal, alsó részén pedig üveg alatt Szent József a kis Jézussal.
A Szent Ferenc-oltár (a korábbi Szent Antal oltár) építményét Szabó Mihály, Kolozsvár buzgó plébánosának kezdeményezésére, gróf Mikes István és neje, gróf Petki Rozália költségén készítették 1736-ban. Az oltár feletti körképben Mihály arkangyal látható, alul üveg alatt Szent Anna, középen pedig Szent Ferenc ember nagyságú öntött és festett szobrát helyezték el.
A templom északi középső szakaszában áll Szent Antal oltára, amit korábban a Boldogságos Szűz Mária Szeplőtelen Szívének tiszteletére szenteltek. Az oltárat 1737-ben építették Csáki Zsigmondné Haller Katalin adományából. 1899-ben közadakozásból állították fel Szent Antal ember nagyságú szobrát a kis Jézussal, és ekkor helyezték el perselyét a szegények gondozására. 1906-ban készült el a mai nagy oltár, ami Bak Lajos asztalosmester adománya és önkezű munkája.
Közelében (a korábbi Isteni Üdvözítő oltára helyén) áll Kis Szent Teréz oltára az 1930-as évekből – ezt egy Budai nevezetű szászvárosi postamester emeltette.
A lourdes-i oltárt 1900-ban Korbulyné Bogdánffy Margit adományából rendelték meg Ferdinand Stufleser St. Ulrich-groedeni szobrásztól.